# Moisés de Dascurã
Moisés de Dascurã (em armênio: Մովսէս Դասխուրանցի; romaniz.: Movsēs Dasxuranc῾i) ou Moisés de Calancatua (Մովսէս Կաղանկատուացի, Movsēs Kałankatuac῾i) foi um reputado historiador (ou historiadores) armênio, autor dum trabalho historiográfico em armênio clássico do século X sobre a Albânia e as províncias orientais da Armênia, conhecido como A História do País da Albânia (em armênio: Պատմութիւն Աղուանից; romaniz.: Patmutʿiwn Ałuanicʿ).
A primeira menção à história de Moisés foi feita pelo estudioso do direito armênio medieval Mequitar Goxe, que refere-se a ele como "Moisés de Dascurã". Um historiador tardio, Ciríaco de Ganzaca, autor duma História da Armênia, refere-se a uma afirmação da História de Moisés, na qual atribui a obra a Moisés de Calancatua. A afirmação em questão (Livro II, cap. 11) diz:
| “ | Quando o inimigo tornou-se consciente do que aconteceu, perseguiram-no e surpreenderam um grupo deles no sopé da montanha oposta a vila de Calancatua, que está na mesma província de Otena donde também venho. | ” |

Moisés narra a invasão cazar da Transcaucásia e outros eventos no século VII nos livros I e II de sua história. O Livro III difere dos anteriores em estilo de escrita e datação. Ele lida com as expedições cáspias dos rus' e sua conquista de Partava no século X. Devido ao grande lapso temporal e diferença em estilo, a atribuição a um único autor é questionável. Por esta razão é comum assumir dois autores ou editores consecutivos, Calancatua (século VII) como autor dos livros I e II, e Dascurã (século X) como editor dos textos de Calancatua e autor do Livro III.